# 適正人口

最適値に着目した、人口と成果の関係を示した図。

適正人口（てきせいじんこう、optimum population）とは、人の総数が、最大の人口規模の維持と、全ての人々のための最適な生活水準とを両立させることが出来る場合の概念である。

## 概要
過度な増殖は働き手当たりの生産量を減らし、大衆の生活水準を押し下げ、争いを引き起こすだろう。—孔夫子 前551 – 前479 
最適または理想的な人口規模の概念は、理論と政策の両方に関わっている。 理論的には、供された資金的手段と任意の社会組織を伴った、あらゆる所与の技術水準とあらゆる利用可能な天然資源の決められた供給に対して、その与えられた条件の下で可能な、これらの資源を最も有益に運用させて消費者の財の最大の一人当たり所得を作り出す、特定の人口規模がある。—Journal of Political Economy  37巻、1号、1929年2月、87頁。
人の総数に関して、適正人口のための最終目標には、生態学的持続可能性や、経済生産、哲学的または倫理的な究極目的が含まれている。
一部の評論家は「適正人口」の概念に賛成しておらず、人の個体群が常に長期的に、より多くの人口の必要物に適応できると信じている。
あらゆる最適な人口水準の概念は、人類の最小存続可能個体数と、地球の環境収容力によって維持され得る最大水準の個体数の間にあらねばならない。

## 概算
適度人口を概算する際には、様々な最終目標が大抵共に両立されており、異なる最終目標が異なって強調されることが概算の変動の原因となっている。
最適な世界人口は、ポール・R ・エーリック が共著者のチームによって概算され終えている。 この概算での最終目標には以下が含まれていた。
- 全ての人に相応しい富と資源
- 全ての人への基本的人権
- 文化多様性の保護
- 知的、芸術的、および科学技術的な創造性のゆとり
- 生物多様性の保護

これに基づけば、適正人口の概算はおよそ15億から20億人ほどであった。

## 参照
1. ↑  Neurath, Paul (1994). From Malthus to the Club of Rome and back : problems of limits to growth, population control, and migrations. Armonk, NY [u.a.]: Sharpe. p. 6. ISBN 978-1563244070
2. ↑  “THE POPULATION PROBLEM SINCE THE WORLD WAR: A SURVEY OF LITERATURE AND RESEARCH—Concluded VIII. THE OPTIMUM”. Journal of Political Economy (Vol. 37, No. 1 ed.). The University of Chicago Press. (Feb 1929). p. 87
3. ↑  On the Concept of Optimum Population
P. S. Dasgupta
The Review of Economic Studies
Vol. 36, No. 3 (Jul., 1969), pp. 295-318
(article consists of 24 pages)
Published by: Oxford University Press
Stable URL: https://www.jstor.org/stable/2296429
4. ↑  Gilpin, Kenneth N. (1998年2月12日). “Julian Simon, 65, Optimistic Economist, Dies”. B11.   The New York Times. 2008年5月18日時点のオリジナルよりアーカイブ。2008年5月18日閲覧。
5. 1 2  Gretchen C. Daily, Anne H. Ehrlich, and Paul R. Ehrlich. Optimum Human Population Size Archived 2017-08-17 at the Wayback Machine.. Population and Environment: A Journal of Interdisciplinary Studies Volume 15, Number 6, July 1994 01994 Human Sciences Press, Inc.